# Augsburgi csata (955)
Az augsburgi csata a magyar kalandozások történetének egyik legjelentősebb csatája volt, amely 955. augusztus 10-én zajlott az Augsburg melletti Lech-mezőn a magyar és német seregek között, és a magyarok vereségével végződött. Bár maga a veszteség nem volt akkora, mint az akkori krónikások feltételezték, a csata a nyugati kalandozások beszüntetését eredményezte. A csatát a német történelem egyik legjelentősebb eseményeként tartják számon. A külföldi  szakirodalomban a „Lech-mezei csata” terminus terjedt el.

## Előzmények
A kalandozó magyarok sikereiket elsősorban meglepő harcmodoruknak és ellenfeleik megosztottságának köszönhették. Az első komolyabb vereség 933. március 15-én, Merseburgnál következett be, amikor a Szászország és Türingia ellen vonuló magyar seregeket a német lovagi haderő I. Henrik német király vezetésével megverte. Ez volt az első jele annak, hogy Nyugat-Európa felkészült a magyarok elleni harcra. A nyugati kalandozások végét azonban nem ez, hanem a 955-ben, az Augsburg melletti Lech-mezőn történt összecsapás jelentette.
- 950: 907 óta első eset, hogy ellenséges hadsereg lép magyar területre. I. Henrik bajor herceg nagy zsákmánnyal és foglyokkal tér vissza Bajorországba.
- 951: Hadjárat Aquitániába. A magyarok a német területet elkerülve, Észak-Itálián keresztül vonultak fel, de itt időközben Ottó megszerezte a hatalmat. A visszatérő magyarok súlyos vereséget szenvedtek.[4]
- 953: Lázadás tört ki Ottó német király uralma ellen. A lázadók élén fia, Liudolf és veje Vörös Konrád, Lotaringia hercege állt.[4]
- 954: A hercegek a magyaroktól kértek katonai segítséget. A magyarok nem ütköztek meg Ottó seregeivel, hanem március 1-jén a Rajnán átkelve Vörös Konrád ellenfeleit (I. Brúnó kölni érsek, III. Reginár hainaut-i gróf (Ragenarius)) támadták meg. Ennek során előbb a mai Belgium területén portyáztak. Az ellenfelek nem vállalták a nyílt összecsapást, a magyarok viszont nem használhatták íjaikat az eső miatt. Április 6-án Cambrai külvárosát gyújtották fel, a várfalakkal nem boldogultak. A védők elfogták Bulcsú vigyázatlan testvérét (unokatestvérét) és lefejezték. A magyarok megpróbálták a fejét visszaszerezni, de a védők nem adták, erre a magyarok összes foglyukat megölték. Ezután Laon, Reims, Châlons-en-Champagne és Metz vidékén portyáztak, Burgundiát is feldúlták, majd Itálián keresztül hazatértek. Ez volt az utolsó nagy sikeres nyugati hadjárat.[4][5]

## A seregek létszáma
Augsburgi Gerhard szerzetes beszámolója (Vita Sancti Uodalrici) szerint, az egyesített német sereg 10 000, a magyar 100 000 főt számlált, de vannak 15 000–25 000, illetve 120 000 emberre vonatkozó leírások is. Ezt több kutatás is valószínűtlennek tartja. A németekkel szövetséges csehek létszáma feltehetőleg 1000 fő körül volt, míg különböző becslések a németek létszámát 3000 és 20 000, a magyarokét 4000 és 40 000 közé teszik.
A magyar hadsereg vezére a nyugat-dunántúli magyar hadak élén Bulcsú volt, neki volt alárendelve Lél, aki a nyitrai kabarok seregét vezette.

## A csata menete

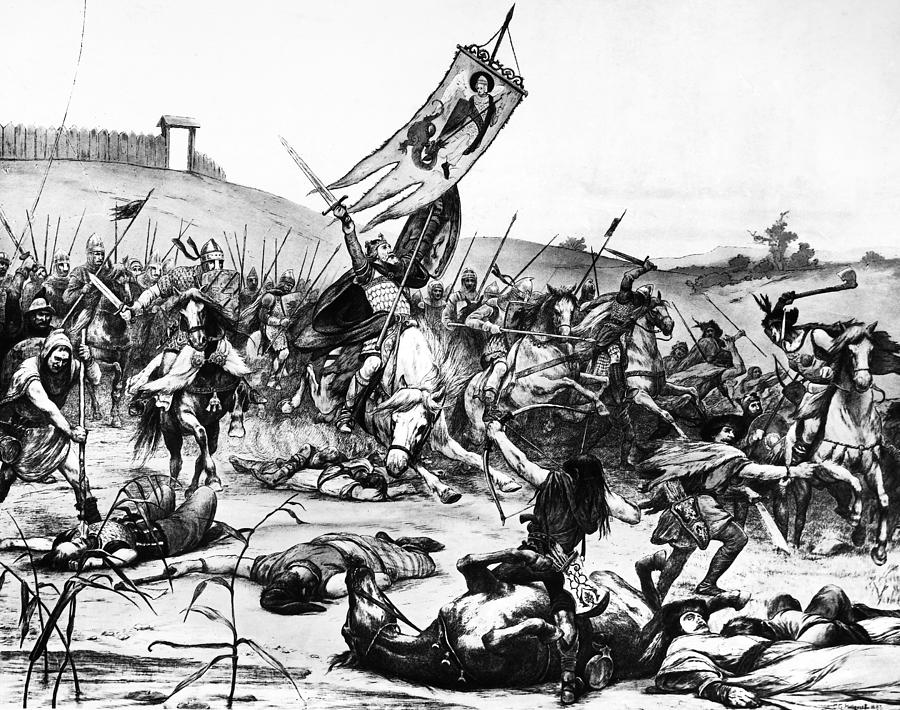
A Lech-mezei csata, 19. századi metszet

A Bajorországban portyázó magyarok végigdúlták a vidéket, majd Augsburg alatt egyesültek, hogy megostromolják a várat. A harmadik napra virradóra tudomásukra jutott, hogy I. Ottó német király bajor, frank, szász és cseh csapatokból álló seregével együtt a város felé tart. Erre a magyarok abbahagyták az ostromot, és felkészültek a csatára. A németek a felderítés miatt abban a hitben voltak, hogy ellenségeik a Lech-folyó túlsó partján vannak, a legendás egykori Gunzenlé-domb környékén, ám a magyarok titokban a teljes seregükkel átkeltek a folyón, és a németek hátába kerültek. Rögtön lerohanták azok hátvédjét alkotó cseheket, és elrabolták a málhákat. A hír hallatán I. Ottó csatába küldte Vörös Konrád herceget egy erős lovas csapattal. A magyarok kénytelenek voltak kiállni a kézitusára, amely a nehézfegyverzetű lovagoknak  kedvezett.  A németeket segítette az a tény is, hogy a reggeli eső miatt a magyarok leengedték íjaikról az idegeket, így a németeket a nyílzápor már nem veszélyeztette. Mindezek ellenére a németeket is súlyos veszteségek érték (maga Konrád herceg is elesett), ám a közelharcban mégis a magyarok maradtak alul. Az utóbbiak, hogy elkerüljék a pusztulást, hátrahagyták a zsákmányt, és elmenekültek.

## Következmények
A közhiedelemmel ellentétben a magyar sereg nem szenvedett hatalmas vereséget: a harcosok nagy része élve hazatért, ám a kudarc mégis elgondolkodtatta a vezetőiket a zsákmányszerző hadjáratok további folytatását illetően.
A magyar csapatok vezéreit, Bulcsút, Lehelt és Súrt Ottó kivégeztette. Ez volt a magyarok utolsó Nyugat-Európa felé vezetett hadjárata. Kapcsolódó mondák: Lehel kürtje, gyászmagyarok.
- 957: Bíborbanszületett Konstantin bizánci császár az augsburgi csata hatására a még érvényes ötéves békeszerződés ellenére beszüntette az adófizetést a magyaroknak.
- 958: A magyarok hadjáratot indítottak Bizánc ellen és április 11-én a város falai alatt álltak Apor vezetésével. Ennek a hadjáratnak az emlékét őrizhette meg a Botond-monda. Eszerint a hadjárat sikertelen volt. A pontos történteket Theophanész (Theophanes Continuatus) 963-ban készült világkrónikája mondja el, miszerint a Thrákiát végigrabló, Bizáncig száguldó magyarokat egy éjjel a táborukra törve támadta meg egy bizánci sereg, szétverte és a zsákmányuktól megfosztotta őket. A sereg vezére Pothosz Argürosz patricius, az őrségek domesztikosza volt, és csatlakozott hozzá három bizánci thema (Bukellarioi, Opszikion és Thrakeszion) hadvezére is.[4]

### Elsődleges források
A csata egyik első kézből származó leírása Corveyi Widukind szerzetes „Res gestae saxonicae sive annalium libri tres c. krónikájában (2. kötet) található. 
- E mű angol fordítása: Raymond F. Wood, The three books of the deeds of the Saxons, by Widukind of Corvey, translated with introduction, notes, and bibliography (University of California, Berkeley, 1949).
- Magyar fordítás: Widukindus Corbeius: A szász történet három könyve. Ford. Magyar László András, szerk., az előszót és a jegyzeteket írta Lőkös Péter. Budapest, Eötvös József kiadó, 2009.

### Szakirodalom
- Négyesi Lajos: Az augsburgi csata. Hadtörténelmi Közlemények 116. évfolyam (2003.) 1. sz. Budapest: (kiadó nélkül). 2003.
- Augsburgi csata - 955. augusztus 10. Archiválva 2018. november 24-i dátummal a Wayback Machine-ben, honvedelem.hu
- Kristó Gyula: Az augsburgi csata, Akadémiai Kiadó, Budapest, 1985. 124 o.) ISBN 9630538385,epa.oszk.hu
- Veszprémy László – Torma Béla Gyula: A lech mezei csatához vezető út. Magyar kalandozók német földön 954-ben, epa.oszk.hu
- ↑ Bánlaky József: Bánlaky József: A magyar nemzet hadtörténelme: 2. Külföldi kalandozások a vezérek korában (898-970-ig). Budapest: Grill Károly Könyvkiadó Vállalat. 1928–1942.  arch Hozzáférés: 2020. május 19.